# Untertorturm Ballenstedt

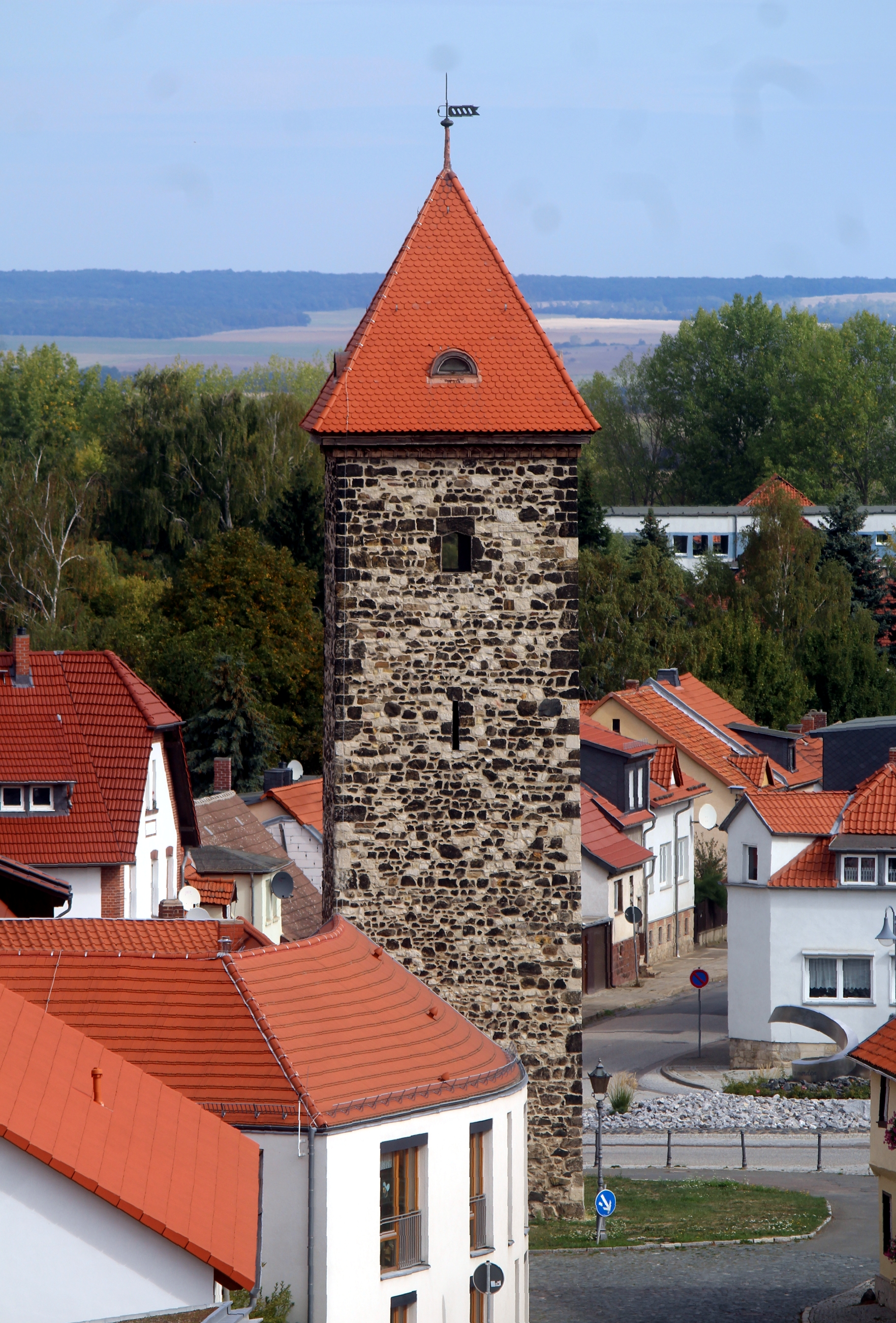
Unterturm Ballenstedt

Der Untertorturm (auch Unterturm) ist ein zur historischen Stadtbefestigung gehörender Stadttorturm in der Stadt Ballenstedt im Landkreis Harz in Sachsen-Anhalt.

## Lage
Der Turm befindet sich in der Langen Straße (Hausnummer 10) nördlich der Altstadt freistehend auf einem Straßenplatz an der Mündung der Grabenstraße. Direkt nördlich davon befindet sich ein Kreisverkehr, der auch die Straßen nach Quedlinburg und Hoym anbindet, wobei die Hoymer Straße historisch die Hauptausfallstraße des Tores war und auch die Anbindung an Aschersleben und Bernburg darstellte.

## Geschichte und Gestalt
Ballenstedt wurde erst in der Mitte des 16. Jahrhunderts mit dem Stadtrecht versehen, am wahrscheinlichsten um das Jahr 1544. Die Stadtmauer mit den beiden Toren entstand ebenfalls in dieser Zeit und da das Obertor auf das Jahr 1551 datiert werden kann, nimmt man an, dass das Untertor in etwa zeitgleich entstanden ist. Der freistehende, quadratische Bruchsteinturm wurde im Jahr 1991 saniert. Er besitzt ein Pyramidendach, Tür-, Fenster- und Schlitzöffnungen. Ähnlich wie der Obertorturm dürfte auch dieser noch in die Epoche der Spätgotik gehören, worauf die Öffnungen hindeuten.
Erstmals erwähnt wurde der bis zur Traufe 19 Meter hohe Turm im Jahr 1569. Er soll nicht im Verbund mit der Stadtmauer gestanden haben und das im 18. Jahrhundert abgerissene Tor soll eine einfache gewölbte Maueröffnung gewesen sein. Der ehemalige Torturm steht als Baudenkmal unter Denkmalschutz und ist im Denkmalverzeichnis mit der Nummer 094 50253 erfasst.